# Loðmundarfjörður
Loðmundarfjörður – fiord we wschodniej  Islandii, w regionie Fiordów Wschodnich. Wcina się w ląd na około 6 km, a przy wejściu ma szerokość około 3 km. Masywy górskie po obu jego stronach sięgają 800–900 m n.p.m. Na południe od niego położony jest fiord Seyðisfjörður.
Nazwa fiordu pochodzi od imienia Loðmundura starszego (isl. Loðmundur hinn gamli), który był pierwszym osadnikiem w tych okolicach. Obecnie tereny nad fiordem są opuszczone. W 2. połowie XIX wieku mieszkały nad nim jeszcze 143 osoby. Ostatni mieszkańcy opuścili jego okolice w latach 70. XX wieku. Pozostałością po lokalnym osadnictwie jest niewielki kościół Klyppstaðakirkja
Nad fiord nie można dotrzeć utwardzoną drogą. Dociera do niego szlak turystyczny Víknaslóðir.
Tereny nad fiordem wchodzą w skład gminy Múlaþing.